# Kosovos grundlag

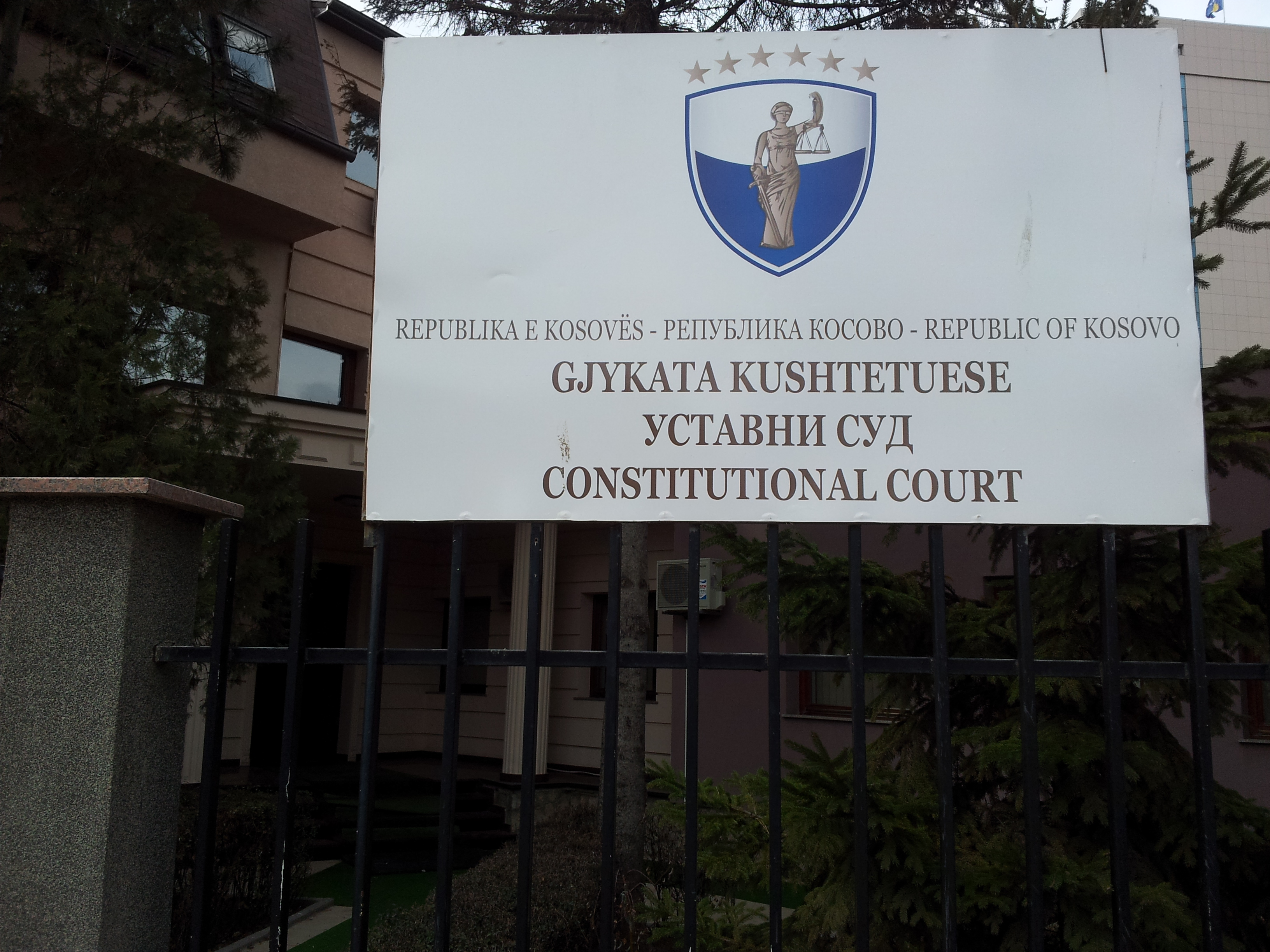
Författningsdomstolen i Kosovo

Kosovos grundlag trädde i kraft den 15 juni 2008. Dessförinnan hade landet styrts inom ramen för ett provisoriskt regelverk som baserades på FN:s resolution 1244 och som ratificerades 2001. Resolutionen medgav tillfälligt självstyre men med FN:s generalsekreterare som högsta instans. Serbien regering anser Kosovo vara en del av Serbien och har därför motsatt sig suveränitet. Av samma anledning accepterade man därför ej heller grundlagen.

## Historik
Frågan om ett självständigt Kosovo uppkom i slutet av 1900-talet i samband med att Jugoslavien delades med inbördeskriget och med uppkomsten av terroristgruppen KLA (Kosovo Liberation Army).

## 2008 års konstitution
I april 2008 förelåg ett utkast till grundlag . Många av dess beståndsdelar har sitt ursprung i Ahtisaariplanen och skall på så sätt garantera även minoritetsgrupper deras rättigheter, samt säkerställa säkerheten för alla invånare i landet.
Grundlagen ratificerades 9 april 2008 och gäller från 15 juni 2008. 
FN kommer emellertid ännu inte att lämna Kosovo, eftersom FN:s säkerhetsråd inte har avslutat sitt uppdrag. Den nya konstitutionen kommer inte att gälla i de serbdominerade områdena i Kosovo och detta medför då i praktiken att Kosovo de facto delas.